# Tennessee
Tennessee (englische Aussprache [ˌtɛnəˈsiː] ⓘ; Cherokee ᏔᎾᏏ Ta-Na-Si) ist ein Bundesstaat der Vereinigten Staaten von Amerika und zählt zu den Südstaaten. Er grenzt im Norden an Kentucky, im Nordosten an Virginia, im Osten an North Carolina, im Süden an Georgia, Alabama und Mississippi, im Südwesten an Arkansas und im Nordwesten an Missouri, womit Tennessee neben Missouri der Staat mit den meisten Nachbarstaaten ist. Der für seine langgestreckte Form bekannte Staat ist der flächenmäßig 36. und der 15. bevölkerungsreichste der 50 Bundesstaaten. Nach Angaben des United States Census Bureau wird die Einwohnerzahl für das Jahr 2024 auf 7,22 Millionen geschätzt.
Tennessee ist in drei Großregionen, die Grand Divisions East, Middle und West Tennessee unterteilt, die sich sowohl geografisch und kulturell, als auch rechtlich voneinander unterscheiden. Das im Zentrum gelegene Nashville ist die Hauptstadt und größte Stadt des Bundesstaates und bildet den Mittelpunkt des größten Ballungsgebietes mit knapp 2 Millionen Einwohnern. Weitere große Zentren sind Memphis im Westen des Staates und Knoxville im Osten.
Tennessee verfügt über ein vielfältiges Terrain und unterschiedliche Landschaftsformen und weist von Osten nach Westen eine Mischung aus kulturellen Merkmalen auf, die für die Appalachen, den Upland South und den Deep South charakteristisch sind. Die Blue Ridge Mountains entlang der östlichen Grenze erreichen einige der höchsten Erhebungen im östlichen Nordamerika, und das Cumberland Plateau enthält viele malerische Täler und Wasserfälle. Der zentrale Teil des Bundesstaates ist von unregelmäßigen Hügellandschaften geprägt, während der Westen Tennessees von flachen, fruchtbaren Ebenen bestimmt wird. Der Staat wird zweimal vom Tennessee River durchflossen, und der Mississippi River bildet die westliche Grenze. Der Great-Smoky-Mountains-Nationalpark, der meistbesuchte Nationalpark der USA, liegt im Osten Tennessees.
Tennessee hat seine Wurzeln in der Watauga Association, einem Grenzpakt aus dem Jahr 1772, der allgemein als die erste verfassungsmäßige Regierung westlich der Appalachen gilt. Das Gebiet war zunächst Teil von North Carolina und später des Südwestterritoriums, bevor es am 1. Juni 1796 als sechzehnter Staat in die Union aufgenommen wurde. Der Name Tennessee kommt von Tanasi, dem Namen einer Indianersiedlung am Little Tennessee River. Der Beiname Tennessees lautet Volunteer State – „Staat der Freiwilligen“. Er stammt aus der Zeit des Britisch-Amerikanischen Krieges, in dem zahlreiche Bürger Tennessees als Freiwillige für ihr Land kämpften. Bis zum Amerikanischen Bürgerkrieg war Tennessee ein Sklavenstaat und politisch gespalten, wobei die meisten westlichen und mittleren Teile die Konföderation unterstützten und der größte Teil der östlichen Region pro-unionsfreundlich eingestellt war. Infolgedessen war Tennessee der letzte Staat, der sich offiziell von der Union abspaltete und der Konföderation beitrat, und der erste ehemalige konföderierte Staat, der nach dem Ende des Krieges in der Zeit der Reconstruction wieder in die Union aufgenommen wurde.
Im Laufe des 20. Jahrhunderts wandelte sich Tennessee von einer vorwiegend agrarisch geprägten Gesellschaft zu einer stärker diversifizierten Wirtschaft, die heutzutage von den Sektoren Gesundheitswesen, Musik, Finanzen, Automobilbau, Chemie, Elektronik und Tourismus dominiert wird. Rinder, Sojabohnen, Geflügel, Mais und Baumwolle sind die wichtigsten landwirtschaftlichen Erzeugnisse.
In kultureller Hinsicht ist Tennessee berühmt für den Blues, die Entstehung des Rock ’n’ Roll (Memphis) und die Country-Musik (Nashville) sowie für seinen Whiskey (Jack Daniel’s und George Dickel).

## Geschichte

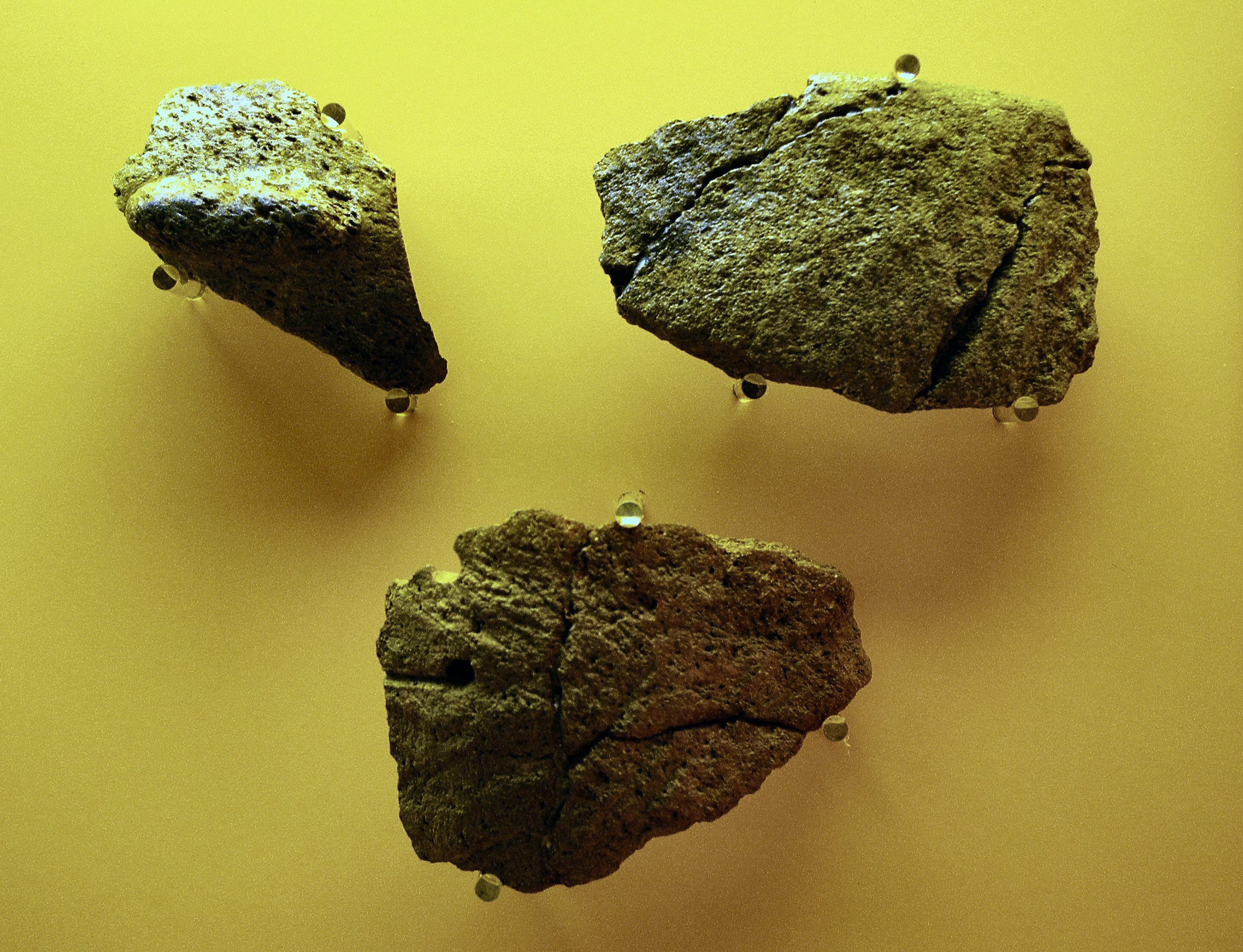
Specksteinartefakte aus der Archaischen Periode (um 8000–2000 v. Chr.), Great Smoky Mountains Heritage Center, Townsend

Vor 12.000 Jahren besiedelten Paläo-Indianer das Gebiet des heutigen Tennessee. Neben Projektilspitzen fand man das Skelett eines Mastodonten im Williamson County mit für diese früheste Periode typischen Schnittspuren.
Aus der Archaischen Periode (ca. 8000–1000 v. Chr.) stammt die archäologische Fundstätte Icehouse Bottom südlich von Fort Loudoun im Monroe County, die sich auf die Zeit um 7500 v. Chr. datieren ließ. Weitere Fundstätten dieser Periode, jedoch wesentlich jünger sind Rose Island, nur wenige Kilometer flussabwärts von Icehouse Bottom, und die Eva site im Benton County. Sie wird der Big Sandy culture zugerechnet und war zwischen 2000 und 1000, möglicherweise 500 v. Chr. bewohnt.

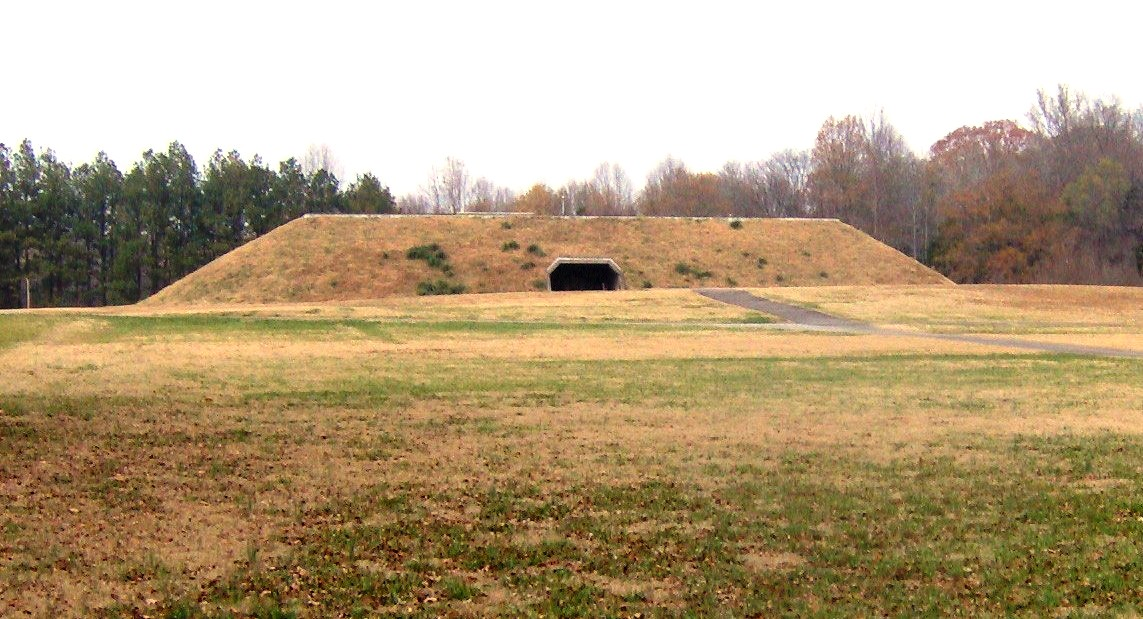
Einer der Pinson-Mounds

Aus der Woodland-Periode (1000 v. Chr.–1000 n. Chr.) wurden die Pinson-Mounds im Madison County und Old Stone Fort im Coffee County ausgegraben, die beide in der ersten Hälfte des 1. Jahrtausends n. Chr. entstanden. Dabei zählen die Pinson Mounds zu den größten Mounds der Mittleren Waldlandperiode im Südosten der USA. Zu diesem Bauwerk gehören mindestens 12 Mounds. Die Stätte Old Stone Fort ist eine ausgedehnte zeremonielle Stätte mit einem komplizierten Zugangsweg. Sie lag seinerzeit auf einer kaum zugänglichen Halbinsel.
Aus der Ära der Mississippi-Kultur (um 1000–1600) stammen Dörfer an den meisten Flussläufen des Bundesstaates, darunter Chucalissa bei Memphis, Mound Bottom im Cheatham County, die Shiloh Mounds im Hardin County und die Toqua site im Monroe County. Ausgrabungen an der McMahan Mound Site im Sevier County – dort fand sich ein Mound mit einer Breite von 73 m aus der Zeit um 1200 bis 1500 – und bei Townsend im Blount County – dort förderten Archäologen eine Dorfpalisade aus der Zeit um 1200 zutage – präzisierten das Bild von diesen Mound-Buildern in Tennessee.
Von 1539 bis 1543 durchzog der spanische Entdecker Hernando de Soto das Gebiet östlich des Mississippi River. Welchen Stämmen die archäologischen Überreste des 16. und 17. Jahrhunderts zuzuordnen sind, ist umstritten. Im 18. Jahrhundert lebten nur die Cherokee permanent in Tennessee. Die Chickasaw kontrollierten zwar den Westen des heutigen Bundesstaates, doch gibt es keinerlei Hinweise darauf, dass sie dort mehr unternahmen, als zu jagen. Die Shawnee und Creek besetzten kurzzeitig einige Gebiete, doch es gibt praktisch keine archäologischen Spuren.
Zu Beginn der Besiedlung durch europäische Kolonisten wurden die meisten Indigenen nach Süden und Westen verdrängt, insbesondere die Völker der Muskogee und Yuchi. Bis zur Gründung des Staates stand das Gebiet unter der Verwaltung von North Carolina und war als Südwest-Territorium bekannt. Das Südwest-Territorium galt sehr lange Zeit als gesetzloses Gebiet, da die Regierung von North Carolina es nicht schaffte, eine ausreichende Verwaltung zu etablieren.
1785 bis 1788 wurde der erste Versuch unternommen, einen Bundesstaat der USA zu gründen. Im Osten des heutigen Tennessee wurde der Staat Franklin gegründet. Nach fünf Jahren des Streits mit der Regierung von North Carolina und häufiger Indianerüberfälle brach die Regierung in Greeneville zusammen, und das Gebiet geriet wieder unter die Kontrolle von North Carolina. Am 1. Juni 1796 trat Tennessee den Vereinigten Staaten durch eine vom Senat gebilligte Gründung als 16. Staat bei. Von 1838 bis 1839 wurden die restlichen verbliebenen ca. 17.000 Cherokee in den Westen von Arkansas deportiert. Dieser Gewaltmarsch, bei dem etwa 4000 Indianer zu Tode kamen, ist unter dem Namen Pfad der Tränen (Trail of Tears) bekannt.
Am 8. Juni 1861 löste sich Tennessee nach einer im zweiten Anlauf erfolgreichen Volksabstimmung als letzter der Südstaaten aus der Union und trat am 2. Juli den Konföderierten Staaten von Amerika bei. Es gab in bestimmten Gegenden eine klare Mehrheit von Sezessionsgegnern, die nach dem Referendum auf einer Versammlung in Greeneville den Verbleib Osttennessees in den Vereinigten Staaten beschlossen, ohne sich gegen Nashville durchsetzen zu können. Während des Krieges fanden mehrere Schlachten auf dem Boden Tennessees statt, so zum Beispiel die Schlacht von Chattanooga, die Schlacht von Nashville und die Schlacht von Franklin. Nach dem Amerikanischen Bürgerkrieg gab sich der Staat am 22. Februar 1865 eine neue Verfassung, durch die die Sklaverei abgeschafft wurde, und ratifizierte am 18. Juli 1866 den 14. Zusatzartikel zur US-amerikanischen Verfassung. Tennessee war damit der erste der abtrünnigen Staaten, der den Vereinigten Staaten wieder beitrat (am 24. Juli 1866).
Im 20. Jahrhundert erlebte Tennessee einen enormen Wirtschaftsaufschwung. Insbesondere das Oak Ridge National Laboratory machte Tennessee zu einem bedeutenden Industriestandort der USA. In den 1960er und 1970er Jahren war der Staat ein Brennpunkt der Bürgerrechtsbewegung, die gegen die damals vorherrschende Rassentrennung kämpfte. Tennessee war dabei aus Sicht der Kämpfer für die Gleichberechtigung einer der rückständigsten Staaten. Erst 1967 wurde Tennessee durch den Obersten Gerichtshof dazu gezwungen, als einer der letzten Staaten der USA das Verbot der Mischehen aufzuheben. 1975 erklärte der Oberste Gerichtshof der Vereinigten Staaten ein Gesetz Tennessees für illegal, das anordnete, dass der Pseudowissenschaft Intelligent Design und der Evolutionstheorie im Biologieunterricht an Tennessees staatlichen Schulen der gleiche Anteil an Zeit eingeräumt werden müsse.

## Geografie

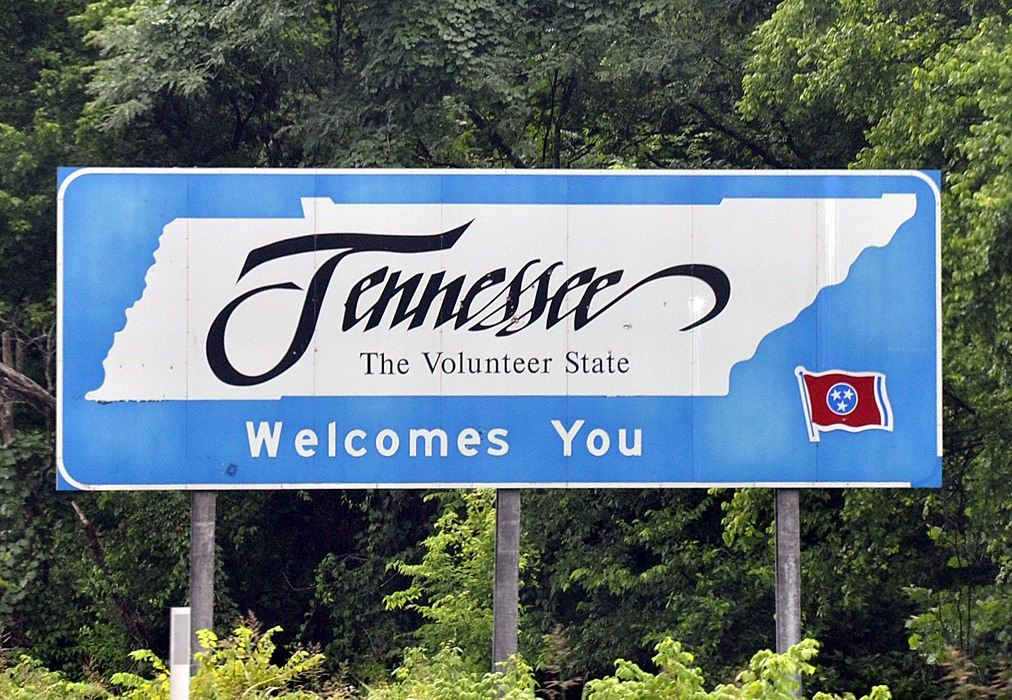
Grenzschild an der Interstate 65

### Nachbarstaaten
Tennessee wird im Norden durch die Staaten Kentucky und Virginia, im Osten durch North Carolina und im Süden durch Georgia, Alabama und Mississippi sowie im Westen durch Arkansas und Missouri begrenzt. Damit ist Tennessee (gemeinsam mit Missouri, das ebenfalls an acht Staaten grenzt) der US-Bundesstaat mit der größten Zahl an Nachbarstaaten. Durch den Bundesstaat fließt der Tennessee River.

### Gliederung
Tennessee besteht landschaftlich wie auch in kultureller und wirtschaftlicher Hinsicht aus drei unterschiedlichen Großregionen, welche auch im Verwaltungsaufbau des Staates an verschiedenen Stellen eine Rolle spielen, den so genannten „Grand Divisions“ von Osttennessee (East Tennessee), Mitteltennessee (Middle Tennessee) und Westtennessee (West Tennessee). Während Osttennessee durch die Appalachen dominiert wird, weist Mitteltennessee sanfte Hügellandschaften und fruchtbare Flusstäler auf, auch befindet sich die Hauptstadt Nashville in Mitteltennessee. Westtennessee, zwischen dem Tennessee River und dem Mississippi gelegen, gehört geographisch bereits zur Golfküstenebene. Jede der drei „Divisions“ umfasst ungefähr ein Drittel des Staatsgebiets.
Die Großregionen sind landesrechtlich definiert, der Tennessee Code benennt die einzelnen Counties einer jeden „Division“. Rechtliche Bedeutung haben die Regionen beispielsweise, sofern ein bestimmter Proporz zwischen ihnen bei der Besetzung von Richterposten (etwa am Tennessee Supreme Court) oder in Verwaltungsräten eingehalten werden muss. Symbolisch sind die drei „Divisions“ (auch die „drei Tennessees“ genannt) in den drei Sternen der Staatsflagge repräsentiert.
- Liste der Countys in Tennessee

## Bevölkerung
Das United States Census Bureau schätzte die Einwohnerzahl per 1. Juli 2011 auf 6.456.243 – ein Anstieg um 1,7 Prozent im Vergleich zum Vorjahr, als der United States Census 2010 genauere Erhebungsdaten lieferte. Der Bevölkerungsmittelpunkt Tennessees liegt in der Stadt Murfreesboro im Rutherford County.
20 Prozent der Einwohner Tennessees wurden (Stand: 2008) außerhalb der Südstaaten geboren, 1990 waren es lediglich 13,5 Prozent. Vor allem aus den nördlichen und westlichen USA sind Menschen nach Tennessee gezogen, angezogen in erster Linie durch den boomenden Gesundheitssektor und die Automobilbranche, hier vor allem die Nordamerika-Zentrale des japanischen Autoherstellers Nissan in Nashville, das zu jenem Zeitpunkt eine der am stärksten wachsenden Metropolregionen der Vereinigten Staaten war.
Beim Zensus 2010 gaben die Befragten die folgende Herkunft (im engl. Original: „racial“, etwa „rassische“) an:
- 77,6 % Weiße Amerikaner (davon 2,0 % Hispanic)
- 16,7 % Afroamerikaner
- 0,3 % Indianer Nordamerikas und Ureinwohner Alaskas
- 1,4 % Asiatische Amerikaner
- 0,1 % Ureinwohner Hawaiis und andere Pazifische Insulaner
- 5,3 % andere

In jenem Jahr gaben 4,6 % der Einwohner an, sich Hispanics oder Latinos (gleich welcher Hautfarbe) zugehörig zu fühlen. 2011 gehörten 36,3 % der Unter-Einjährigen in dem Bundesstaat einer der Minoritäten an, definiert als: Hispanic, Afroamerikaner, asiatische Amerikaner, Indianer oder Ureinwohner Alaskas oder Hawaiis.
2000 waren die fünf am häufigsten genannten Ethnien Amerikanisch (17,3 %), Afroamerikanisch (13,0 %), Irisch (9,3 %), Englisch (9,1 %) und Deutsch (8,3 %). Die meisten derjenigen, die „amerikanisch“ als Herkunft nannten, sind englischer oder „schottisch-irischer“ Herkunft, wobei letztere allerdings auch calvinistische Emigranten aus anderen Teilen Europas umfassen kann. Nach einer anderen Schätzung sind etwa 21–24 % der Einwohner Tennessee mehrheitlich englischer Abstammung. Beim Zensus 1980 hatten noch 45 % der Einwohner angegeben, mehrheitlich englischer Abstammung zu sein.

### Größte Städte
| Ort            |                |  |         | Einwohner |
| Nashville      | Nashville      |  | 689.447 | 689.447   |
| Memphis        | Memphis        |  | 633.104 | 633.104   |
| Knoxville      | Knoxville      |  | 190.740 | 190.740   |
| Chattanooga    | Chattanooga    |  | 181.099 | 181.099   |
| Clarksville    | Clarksville    |  | 166.722 | 166.722   |
| Murfreesboro   | Murfreesboro   |  | 152.769 | 152.769   |
| Franklin       | Franklin       |  | 83.454  | 83.454    |
| Johnson City   | Johnson City   |  | 71.046  | 71.046    |
| Jackson        | Jackson        |  | 68.205  | 68.205    |
| Hendersonville | Hendersonville |  | 61.753  | 61.753    |
| Bartlett       | Bartlett       |  | 57.786  | 57.786    |
| Kingsport      | Kingsport      |  | 55.442  | 55.442    |
| Smyrna         | Smyrna         |  | 53.070  | 53.070    |
| Collierville   | Collierville   |  | 51.324  | 51.324    |
| Census 2020    |                |  |         |           |

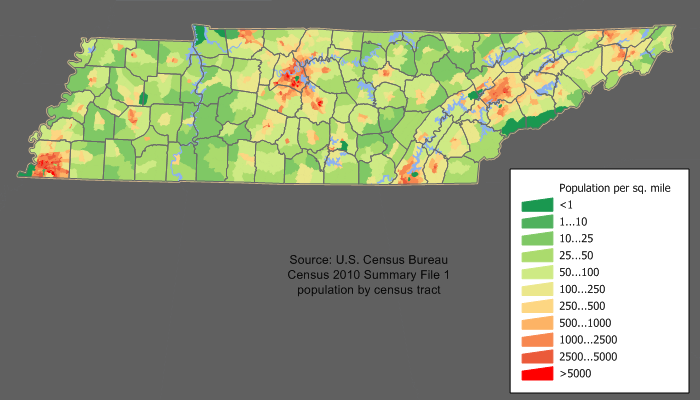
Bevölkerungsdichte in Tennessee mit den Schwerpunkten um Memphis (West), Nashville (Zentrum) und Chattanooga/Knoxville (Ost)

Die Bevölkerung Tennessees konzentriert sich vor allem in drei Korridoren: zum einen um Memphis im Westen herum, zum anderen um Nashville im Zentrum und zum dritten entlang des Tennessee River mit Chattanooga ganz im Süden sowie Knoxville im Osten des Bundesstaates.

### Religionen
Die wichtigsten Religionsgemeinschaften im Jahr 2020 waren:
1.310.341 Southern Baptist Convention, 335.322 United Methodist Church, 660.498 nicht-konfessioneller Protestantismus, 275.494 Katholische Kirche, 197.908 Mitglieder von Churches of Christ, 149.362 National Missionary Baptist Convention of America, über 109.695 Pfingstbewegung.
Es gibt viele andere, vor allem protestantisch geprägte Konfessionen.

### Bildung
Universitäten (Auswahl)
- Austin Peay State University
- Cumberland University (privat)
- East Tennessee State University
- Middle Tennessee State University
- Tennessee State University

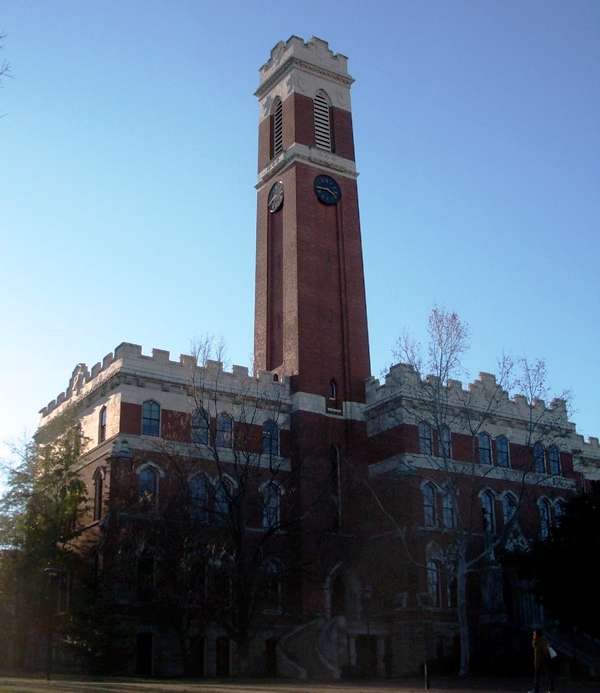
Vanderbilt University, Kirkland Hall

- Tennessee Technological University
- University of Memphis
- University of Tennessee System
- Vanderbilt University (privat)

## Politik
| Jahr | Republikaner      | Demokraten        |
| ---- | ----------------- | ----------------- |
| 2024 | 64,19 % 1.966.865 | 34,47 % 1.056.265 |
| 2020 | 60,66 % 1.852.475 | 37,45 % 1.143.711 |
| 2016 | 60,72 % 1.522.925 | 34,72 % 0.870.695 |
| 2012 | 59,42 % 1.462.330 | 39,04 % 0.960.709 |
| 2008 | 56,85 % 1.479.178 | 41,79 % 1.087.437 |
| 2004 | 56,80 % 1.384.375 | 42,53 % 1.036.477 |
| 2000 | 51,15 % 1.061.949 | 47,28 % 0.981.720 |
| 1996 | 45,59 % 0.863.530 | 48,00 % 0.909.146 |
| 1992 | 42,43 % 0.841.300 | 47,08 % 0.933.521 |
| 1988 | 57,89 % 0.947.233 | 41,55 % 0.679.794 |
| 1984 | 57,84 % 0.990.212 | 41,57 % 0.711.714 |
| 1980 | 48,70 % 0.787.761 | 48,41 % 0.783.051 |
| 1976 | 42,94 % 0.633.969 | 55,94 % 0.825.879 |
| 1972 | 67,70 % 0.813.147 | 29,75 % 0.357.293 |
| 1968 | 37,85 % 0.472.592 | 28,13 % 0.351.233 |
| 1964 | 44,49 % 0.508.965 | 55,50 % 0.634.947 |
| 1960 | 52,92 % 0.556.577 | 45,77 % 0.481.453 |

Tennessee war in den 1960er Jahren der Mittelpunkt der schwarzen Bürgerrechtsbewegung, die ihren Höhepunkt 1968 durch das Attentat auf Martin Luther King in Memphis erreichte. Die politische Landschaft Tennessees änderte sich früher als in den anderen Südstaaten. Durch die Tennessee Valley Authority war eine frühere Industrialisierung und damit auch eine modernere Gesellschaftsordnung eher möglich als zum Beispiel in Mississippi oder Alabama. Die konservativen Demokraten der Südstaaten verloren ihre Machtstellung hier bereits in der Zeit der Bürgerrechtsbewegung. Die Etablierung der Republikaner begann mit der Präsidentschaftswahl 1952. Seither gewannen die Demokraten nur 1964, 1976 sowie mit Bill Clinton 1992 und 1996. Der Heimatstaat von Al Gore, der heute maßgeblich vom Bible Belt beeinflusst ist, gilt als überwiegend konservativ. Er kann daher mittlerweile als Red State bezeichnet werden. Im Electoral College stellt Tennessee elf Wahlmänner. 1980 waren es noch zehn.
Im US-Senat wird der Staat von den beiden Republikanern Marsha Blackburn und Bill Hagerty vertreten. Die Delegation Tennessees im Repräsentantenhaus des 118. Kongresses besteht aus acht Republikanern und einem Demokraten. Gouverneur ist seit Januar 2019 der Republikaner Bill Lee, der seinen Parteifreund Bill Haslam ablöste.

### Gouverneure
- Liste der Gouverneure von Tennessee
- Liste der Vizegouverneure von Tennessee

### Tennessee General Assembly
Die Tennessee General Assembly besteht aus:
- Senat von Tennessee
- Repräsentantenhaus von Tennessee

### Mitglieder im 119. Kongress
|  | Name                    | Mitglied seit | Parteizugehörigkeit |
|  | ----------------------- | ------------- | ------------------- |
|  | Diana Harshbarger       | 2021          | Republikaner        |
|  | Timothy Floyd Burchett  | 2019          | Republikaner        |
|  | Charles J. Fleischmann  | 2011          | Republikaner        |
|  | Scott Eugene DesJarlais | 2011          | Republikaner        |
|  | Andy Ogles              | 2023          | Republikaner        |
|  | John Williams Rose      | 2019          | Republikaner        |
|  | Mark Edward Green       | 2019          | Republikaner        |
|  | David Frank Kustoff     | 2017          | Republikaner        |
|  | Stephen Ira Cohen       | 2007          | Demokrat            |

|  | Name                        | Mitglied seit | Parteizugehörigkeit |
|  | --------------------------- | ------------- | ------------------- |
|  | Marsha Wedgeworth Blackburn | 2019          | Republikaner        |
|  | William Francis Hagerty     | 2021          | Republikaner        |

- Liste der US-Senatoren aus Tennessee
- Liste der Mitglieder des US-Repräsentantenhauses aus Tennessee

### Todesstrafe
In Tennessee gab es seit 1976 dreizehn Hinrichtungen, zuletzt im Februar 2020. Im Juni 2024 waren 45 zum Tod Verurteilte inhaftiert. Nachdem es zu Lieferengpässen beim Medikamentencocktail für die letale Injektion (der aktuell in Tennessee verwendeten Hinrichtungsmethode) gekommen war, unterzeichnete Gouverneur Bill Haslam am 22. Mai 2014 ein Gesetz, das den elektrischen Stuhl wieder zur ersten Alternative erklärt, für den Fall, dass die Hinrichtung per Giftspritze aufgrund von Medikamentenmangel nicht vollstreckt werden kann.

## Kultur und Sehenswürdigkeiten

### Parks
| Nationalpark | Lage                                                               | Ansicht |
| --- | ------------------------------------------------------------------ | ------- |
| Great-Smoky-Mountains-Nationalpark - North Carolina, Tennessee - 9.008.830 Besucher (2011) - gegründet 15. Juni 1934 | Great-Smoky-Mountains-Nationalpark · Karte der Vereinigten Staaten |         |

- State Parks in Tennessee

### Sport
Der Bundesstaat Tennessee beheimatet Teams in drei der großen Sportligen. Die Tennessee Titans (National Football League) tragen ihre Heimspiele im Nissan Stadium in Nashville aus. In der Bridgestone Arena spielt das NHL-Eishockeyteam der Nashville Predators. Das NBA-Basketballteam der Memphis Grizzlies ist im FedExForum zu Hause.

## Wirtschaft und Infrastruktur
Das reale Bruttoinlandsprodukt pro Kopf (engl. per capita real GDP) lag im Jahre 2016 bei USD 49.430 (nationaler Durchschnitt der 50 US-Bundesstaaten: USD 57.118; nationaler Rangplatz: 35). Die Arbeitslosenrate lag im Februar 2023 bei 3,5 % (Landesdurchschnitt: 4,1 %).
Entscheidende Wirtschaftsimpulse gingen von der Tennessee Valley Authority aus, die zum Ausbau der Elektrizitätsgewinnung, der Infrastruktur und Industrialisierung führte.
Die wichtigsten Wirtschaftszweige sind
- Chemische Industrie
- Maschinen- und Kraftfahrzeugbau
- Textilindustrie
- Holzindustrie
- Anbau von Tabak, Baumwolle, Sojabohnen, Mais
- Forstwirtschaft
- Bergbau (Kohle, Pyrit, Zinkerz, Phosphat)
- Tourismus (v. a. Great-Smoky-Mountains-Nationalpark)

### Unternehmen
Zu den bekannteren Unternehmen mit Sitz in Tennessee gehören der Frachtdienstleister FedEx und der Papierhersteller International Paper, die ebenso ihren Sitz in Memphis haben wie der zweitgrößte After Sales-Autoteilelieferant AutoZone mit 1200 Beschäftigten in seiner Zentrale. Die Kinokette Regal Entertainment Group ist in Knoxville beheimatet, das aus Kodak abgespaltete Chemieunternehmen Eastman Chemical in Kingsport. Der Baugerätehersteller Caterpillar ist in Nashville mit dem Sitz seiner Finanzsparte vertreten, der Versicherungskonzern Unum mit seiner Zentrale in Chattanooga und der japanische Autohersteller Nissan mit seiner Nordamerika-Zentrale in Franklin. In dem Bundesstaat hat zudem Volkswagen 2008 ein Montagewerk eröffnet, in dem verschiedene Modelle produziert werden. International bekannt sind darüber hinaus die beiden Whiskey-Hersteller Jack Daniel’s und George Dickel, deren Destillerien sich in Tennessee befinden.

### Verkehr

#### Straßen

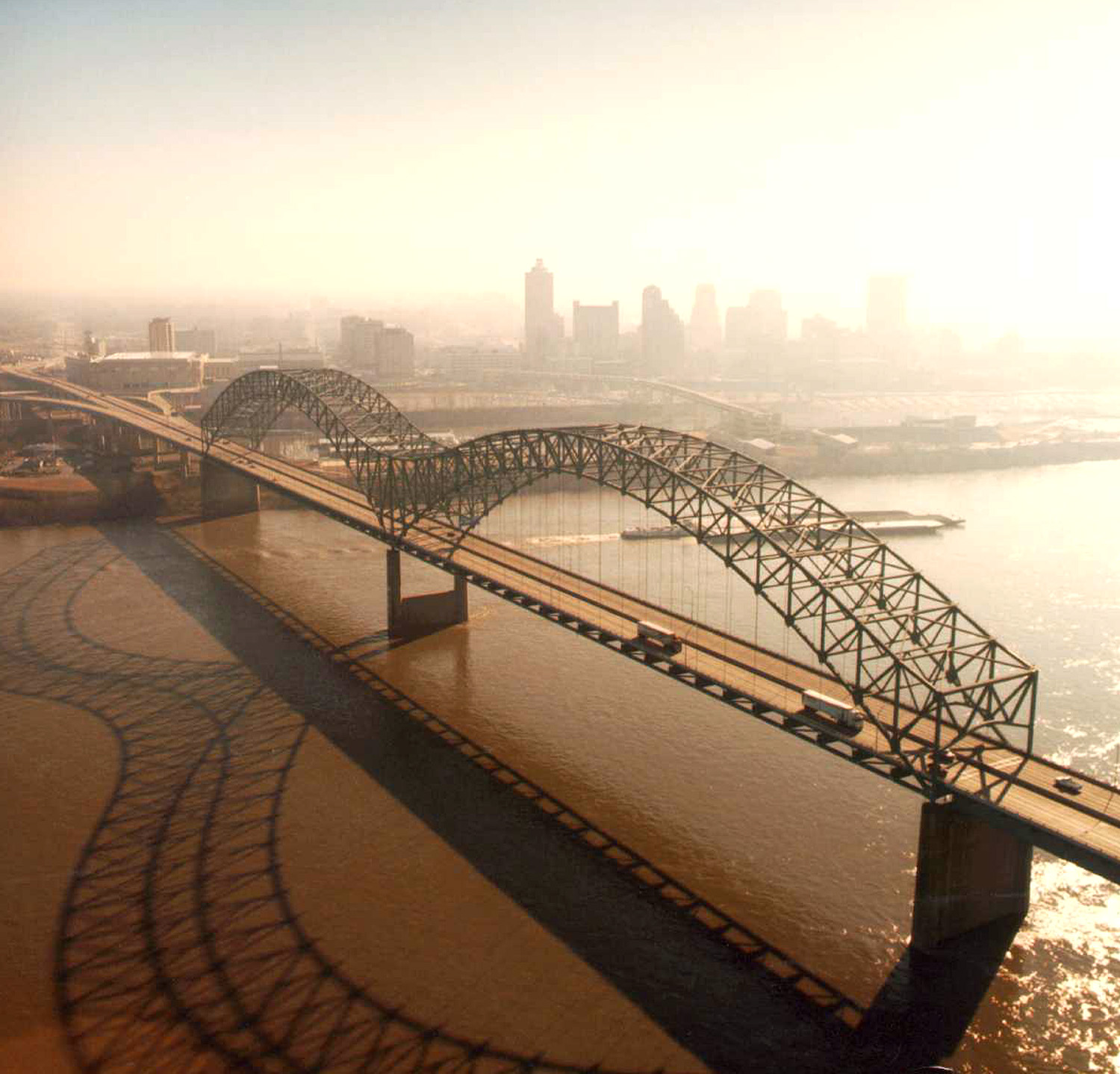
Die Hernando de Soto Bridge überspannt den Mississippi in Memphis

Die Interstate 40, die von Barstow (Kalifornien) nach Wilmington (North Carolina) führt, durchquert den Bundesstaat in west-östlicher Richtung und verbindet dabei die Metropolregionen Memphis, Nashville und Knoxville. Diese Magistrale kreuzen kleinere Interstates: Die I-240 in Memphis, I-440 in Nashville, I-140 von Knoxville nach Alcoa und I-640 in Knoxville.
I-24 ist eine Ost-West-Verbindung innerhalb des Bundesstaates und verläuft von Chattanooga nach Clarksville. I-26 verläuft von Kingsport (Tennessee) in südöstlicher Richtung nach Charleston (South Carolina), dient in Tennessee aber zunächst als Nord-Süd-Querung. Die Interstate 22 verbindet Memphis mit Birmingham (Alabama).
In Nord-Süd-Richtung verlaufen die Interstates 55 (von Chicago nach LaPlace (Louisiana), in Tennessee entlang des Mississippi nahe Memphis), 65 (von Gary (Indiana) nach Mobile (Alabama), in Tennessee nahe Nashville), 75 (von Miami zur kanadischen Grenze im Bundesstaat Michigan, in Tennessee als Verbindung von Chattanooga nach Knoxville) und 81, der an der I-40 bei Dandridge (Tennessee) beginnt und in nordöstlicher Richtung zur kanadischen Grenze im Bundesstaat New York führt. I-155 ist ein Zubringer aus Richtung Missouri, der nördlich von Memphis endet, während I-275 ein Zubringer des I-75 in Knoxville ist. Die I-75 trägt in Tennessee den offiziellen Namen Albert Arnold Gore Sr. Memorial Highway nach dem Politiker der Demokraten.

#### Eisenbahn
Memphis und Newbern werden vom Amtrak-Zug City of New Orleans angefahren, der auf der Strecke von Chicago nach New Orleans verkehrt.

#### Luftverkehr
Die beiden Flughäfen mit internationalen Verbindungen sind der Nashville International Airport und der Memphis International Airport. Im nationalen Flugverkehr sind darüber hinaus der McGhee Tyson Airport in Knoxville, der Chattanooga Metropolitan Airport, der Tri-Cities Regional Airport im äußersten Nordosten des Bundesstaats sowie der McKellar-Sipes Regional Airport in Jackson von Bedeutung. Der Flughafen von Memphis dient als Luftfahrt-Drehkreuz für FedEx und ist der weltgrößte Frachtflughafen (Stand: 2012).

#### Wasserstraßen
Wichtige Wasserstraßen sind der Mississippi und der Tennessee River.

## Trivia
Tennessee ist Namensgeber des radioaktiven chemischen Elements Tenness, das 2010 erstmals künstlich hergestellt werden konnte und im Juni 2016 nach diesem Bundesstaat benannt wurde. Damit ist Tennessee nach Kalifornien bereits der zweite Bundesstaat der Vereinigten Staaten von Amerika, der Namensgeber eines chemischen Elements wurde. (Nach dem Staat am Pazifik wurde das chemische Element Californium benannt.)